# Dorfkirche Klandorf

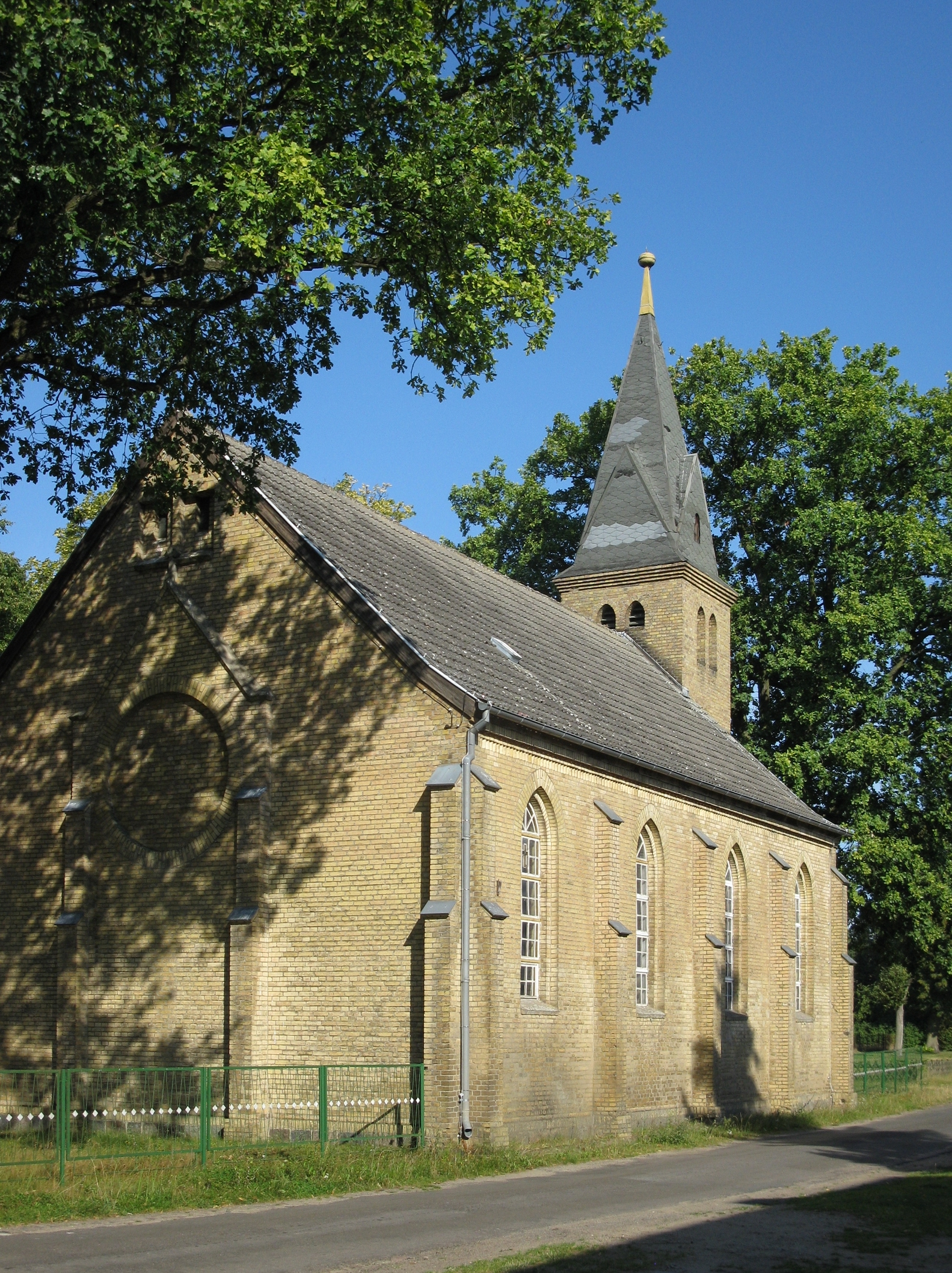
Dorfkirche Klandorf

Die evangelische, denkmalgeschützte Dorfkirche Klandorf steht in Klandorf, einem Ortsteil der Gemeinde Schorfheide im Landkreis Barnim in Brandenburg. Sie gehört zum Kirchenkreis Barnim der Evangelischen Kirche Berlin-Brandenburg-Schlesische Oberlausitz.

## Beschreibung
Das knapp 20 m lange und gut 10 m breite Kirchengebäude ist nicht geostet, sondern hat den Altarbereich im Süden und das Hauptportal im Norden.
Das mit einem Satteldach bedeckte Langhaus der neugotischen Saalkirche aus vier Jochen wurde 1868/69 aus gelben Backsteinen gebaut. Ihre Wände werden von abgetreppten Strebepfeilern gestützt. Der Kirchturm im Norden wurde 1914 aus demselben Material angebaut und mit einem schiefergedeckten, spitzen Helm bedeckt.

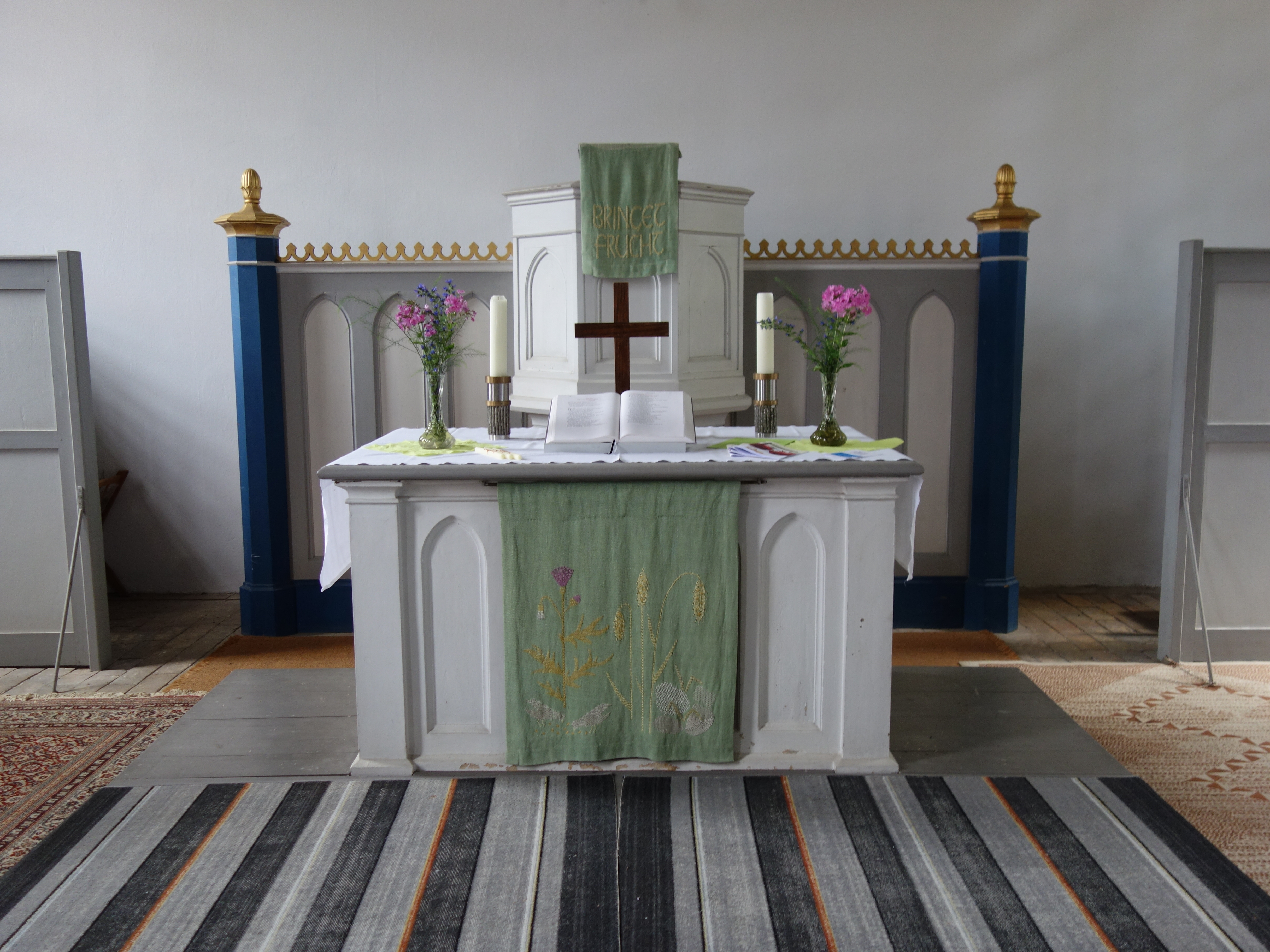
Kanzelaltar im Süden des Langschiffes

Im Innenraum treten die Strebepfeiler als Wandvorlagen hervor. Auf ihnen sitzen Konsolen, die den offenen Dachstuhl tragen. Die Kirchenausstattung stammt aus der Bauzeit des Langhauses. Dazu gehören ein Kanzelaltar mit einem polygonalen Korb der Kanzel, der seitlich von oktogonalen Pfeilern flankiert wird, und ein achteckiges, gusseisernes Taufbecken. Die Orgel auf der Empore im Norden hat sieben Register auf einem Manual und Pedal, wurde 1906 von Friedrich Kienscherfs Söhnen gebaut und zuletzt 2009 instand gesetzt.